# Hastigerella leptoderma
Hastigerella leptoderma är en kräftdjursart som först beskrevs av Walter Klie 1929.  Hastigerella leptoderma ingår i släktet Hastigerella och familjen Ectinosomatidae. Arten är reproducerande i Sverige. Inga underarter finns listade i Catalogue of Life.